# Elezioni comunali in Veneto del 2001
Il 13 maggio 2001 (con ballottaggio il 27 maggio) in Veneto si tennero le elezioni per il rinnovo di numerosi consigli comunali.

## Belluno

### Belluno
| Candidati e Liste         | Voti   | %      | Seggi |
| ------------------------- | ------ | ------ | ----- |
| Ermano De Col             | 9.628  | 40,73  | -     |
| Alleanza di Progresso     | 4.315  | 23,81  | 15    |
| Rifondazione Comunista    | 1.659  | 9,16   | 5     |
| Partito Popolare Italiano | 1.260  | 6,95   | 4     |
| Luigi Panzan              | 8.159  | 34,51  | 1     |
| Forza Italia              | 3.777  | 20,84  | 6     |
| Alleanza Nazionale        | 1.101  | 6,08   | 1     |
| Lega Nord                 | 872    | 4,81   | 1     |
| CCD - CDU                 | 788    | 4,35   | 1     |
| Alessandro Toscano        | 3.613  | 15,28  | 1     |
| Unione Autonomista        | 1.409  | 7,78   | 2     |
| Lista Civica              | 1.354  | 7,47   | 1     |
| Claudia Cadorin           | 1.993  | 8,43   | 1     |
| Sindaco Cittadini         | 1.382  | 7,63   | 1     |
| Anna Maria Leale          | 247    | 1,04   | -     |
| Fiamma Tricolore          | 204    | 1,13   | -     |
| Totale alle liste         | 18.121 | 100,00 | 37    |
| TOTALE                    | 23.640 | 100,00 | 40    |

## Padova

### Abano Terme
| Candidati e Liste                                            | Voti   | %      | Seggi |
| ------------------------------------------------------------ | ------ | ------ | ----- |
| Giovanni Ponchio                                             | 4.665  | 35,70  | -     |
| Democratici di Sinistra                                      | 1.325  | 13,29  | 4     |
| Partito Popolare Italiano-I Democratici                      | 688    | 6,90   | 2     |
| Comunisti Italiani                                           | 520    | 5,21   | 1     |
| Federazione dei Verdi                                        | 476    | 4,77   | 1     |
| Lista per Abano                                              | 412    | 4,13   | 1     |
| Marino Massarotti                                            | 3.494  | 26,74  | 1     |
| Forza Italia                                                 | 2.214  | 22,20  | 3     |
| Alleanza Nazionale                                           | 713    | 7,15   | 1     |
| Livio Pezzato                                                | 3.202  | 24,50  | 1     |
| Cristiani Democratici Uniti                                  | 1.003  | 10,06  | 1     |
| Abano di Tutti                                               | 588    | 5,90   | 2     |
| Lista Civica                                                 | 566    | 5,68   | 1     |
| Flavio Manzolini                                             | 843    | 6,45   | 1     |
| Lega Nord                                                    | 744    | 7,46   | -     |
| Alessandro Ghiro                                             | 537    | 4,11   | -     |
| Rifondazione Comunista-Socialisti Democratici Italiani-Altri | 446    | 4,47   | -     |
| Giovanni Salmaso                                             | 327    | 2,50   | -     |
| Nuovo PSI                                                    | 277    | 2,78   | -     |
| Totale alle liste                                            | 9.972  | 100,00 | 17    |
| TOTALE                                                       | 13.068 | 100,00 | 20    |

### Este
| Candidati e Liste                                          | Voti   | %      | Seggi |
| ---------------------------------------------------------- | ------ | ------ | ----- |
| Vanni Mengotto                                             | 6.017  | 50,57  | -     |
| Forza Italia                                               | 2.564  | 28,29  | 7     |
| Alleanza Nazionale                                         | 1.087  | 11,99  | 3     |
| Cristiani Democratici Uniti                                | 471    | 5,20   | 1     |
| Centro Cristiano Democratico                               | 461    | 5,12   | 1     |
| Roberto Piovan                                             | 1.778  | 15,56  | 1     |
| Democratici di Sinistra                                    | 993    | 10,96  | 2     |
| Il Girasole                                                | 580    | 6,40   | 1     |
| Uniti per Este (I Democratici-Rinnovamento Italiano-Altri) | 485    | 5,35   | -     |
| Marcello Berto                                             | 2.049  | 17,22  | 1     |
| Este Viva                                                  | 600    | 6,62   | 1     |
| Lista Civica                                               | 428    | 4,72   | 1     |
| Partito Popolare Italiano                                  | 304    | 3,35   | -     |
| Lista Civica                                               | 250    | 2,76   | -     |
| Paola Goisis                                               | 593    | 4,98   | 1     |
| Lega Nord                                                  | 480    | 5,30   | -     |
| Elisa Bussi                                                | 411    | 3,45   | -     |
| Rifondazione Comunista                                     | 357    | 3,94   | -     |
| Totale alle liste                                          | 9.063  | 100,00 | 17    |
| TOTALE                                                     | 11.899 | 100,00 | 20    |

## Rovigo

### Rovigo
| Candidati e Liste                         | Voti   | %      | Seggi |
| ----------------------------------------- | ------ | ------ | ----- |
| Paolo Avezzù                              | 17.214 | 48,69  | -     |
| Forza Italia                              | 7.562  | 24,72  | 12    |
| Alleanza Nazionale                        | 3.742  | 12,23  | 6     |
| CCD - CDU                                 | 1.909  | 6,24   | 3     |
| Nuovo PSI                                 | 1.327  | 4,34   | 2     |
| Lega Nord                                 | 1.026  | 3,35   | 1     |
| Fausto Merchiori                          | 13.235 | 37,43  | 1     |
| Democratici di Sinistra                   | 4.911  | 16,05  | 6     |
| Rifondazione Comunista                    | 2.088  | 6,82   | 2     |
| Partito Popolare Italiano - I Democratici | 1.946  | 6,36   | 2     |
| Socialisti Democratici Italiani           | 1.131  | 3,70   | 1     |
| Federazione dei Verdi                     | 779    | 2,55   | -     |
| Giuseppe Osti                             | 2.626  | 7,43   | 1     |
| Lista Civica Pro Rovigo                   | 2.264  | 7,40   | 2     |
| Giorgio Giolo Cattaneo                    | 1.593  | 4,51   | 1     |
| Rovigo che Cambia                         | 831    | 2,72   | -     |
| Lista Emma Bonino                         | 446    | 1,46   | -     |
| Alberto Garbellini                        | 688    | 1,95   | -     |
| Democrazia Europea                        | 632    | 2,07   | -     |
| Totale alle liste                         | 30.594 | 100,00 | 37    |
| TOTALE                                    | 35.356 | 100,00 | 40    |

## Treviso

### Mogliano Veneto
| Candidati e Liste                      | Voti   | %      | Seggi |
| -------------------------------------- | ------ | ------ | ----- |
| Diego Bottacin                         | 5.747  | 31,87  | -     |
| Insieme Bottacin Sindaco (PSI-PRI-FdV) | 1.782  | 13,78  | 6     |
| Vivere la Città                        | 699    | 5,41   | 2     |
| Giovani per Mogliano                   | 555    | 4,29   | 2     |
| Uniti per Mogliano                     | 550    | 4,25   | 2     |
| Carlo Nespolo                          | 4.643  | 25,74  | 1     |
| Forza Italia                           | 2.830  | 21,89  | 3     |
| Alleanza Nazionale                     | 662    | 5,12   | -     |
| CCD - CDU                              | 353    | 2,73   | -     |
| Domenico Sandri                        | 3.439  | 19,07  | 1     |
| Democratici di Sinistra                | 1.584  | 12,25  | 1     |
| Sandri per Mogliano                    | 837    | 6,47   | -     |
| Leonardo Muraro                        | 3.029  | 16,80  | 1     |
| Lega Nord                              | 1.623  | 12,55  | 1     |
| L'Onda Nuova                           | 373    | 2,88   | -     |
| Siro Valmassoni                        | 656    | 3,64   | -     |
| Rifondazione Comunista                 | 601    | 4,65   | -     |
| Domenico De Terlizzi                   | 521    | 2,89   | -     |
| Italia dei Valori                      | 480    | 3,71   | -     |
| Totale alle liste                      | 12.929 | 100,00 | 17    |
| TOTALE                                 | 18.035 | 100,00 | 20    |

### Oderzo
| Candidati e Liste                                        | Voti   | %      | Seggi |
| -------------------------------------------------------- | ------ | ------ | ----- |
| Elio Pujatti                                             | 3.896  | 32,60  | -     |
| Lega Nord                                                | 2.079  | 21,67  | 10    |
| Lista Civica                                             | 557    | 5,81   | 2     |
| Sandro Martin                                            | 2.790  | 23,35  | 1     |
| L'Ulivo                                                  | 2.421  | 25,24  | 2     |
| Marcello Ferri                                           | 2.317  | 19,39  | 1     |
| Forza Italia                                             | 1.510  | 15,74  | 2     |
| Alleanza Nazionale                                       | 477    | 4,97   | -     |
| Pietro Dalla Libera                                      | 2.244  | 18,78  | 1     |
| Oderzo Sicura                                            | 1.934  | 20,16  | 1     |
| Guerrino Zaninotto                                       | 373    | 3,12   | -     |
| Centro Cristiano Democratico-Cristiani Democratici Uniti | 331    | 3,45   | -     |
| Walter Bianco                                            | 331    | 2,77   | -     |
| Democrazia Europea                                       | 283    | 2,95   | -     |
| Totale alle liste                                        | 9.592  | 100,00 | 17    |
| TOTALE                                                   | 11.951 | 100,00 | 20    |

## Verona

### San Bonifacio
| Candidati e Liste                                        | Voti   | %      | Seggi |
| -------------------------------------------------------- | ------ | ------ | ----- |
| Antonio Casu                                             | 5.610  | 50,09  | -     |
| Forza Italia                                             | 2.873  | 30,02  | 8     |
| Centro Cristiano Democratico-Cristiani Democratici Uniti | 914    | 9,55   | 2     |
| Alleanza Nazionale                                       | 645    | 6,74   | 1     |
| Lega Nord                                                | 452    | 4,72   | 1     |
| Pierdomenico Mazza                                       | 2.180  | 19,46  | 1     |
| Democratici di Sinistra                                  | 805    | 8,41   | 1     |
| Lista Civica                                             | 677    | 7,07   | 1     |
| Federazione dei Verdi                                    | 222    | 2,32   | -     |
| Alberto Castagnaro                                       | 2.160  | 20,41  | 1     |
| Liga Veneta Repubblica                                   | 807    | 8,43   | 1     |
| Democrazia Europea                                       | 557    | 5,82   | 1     |
| Paolo Agostinelli                                        | 819    | 7,31   | 1     |
| Lista Civica                                             | 746    | 7,79   | -     |
| Giampaolo Provoli                                        | 807    | 7,21   | 1     |
| Lista Civica                                             | 707    | 7,39   | -     |
| Antonio Gianni De Lillo                                  | 178    | 1,59   | -     |
| Lista Civica                                             | 166    | 1,73   | -     |
| Totale alle liste                                        | 9.571  | 100,00 | 16    |
| TOTALE                                                   | 11.200 | 100,00 | 20    |